# تهامه

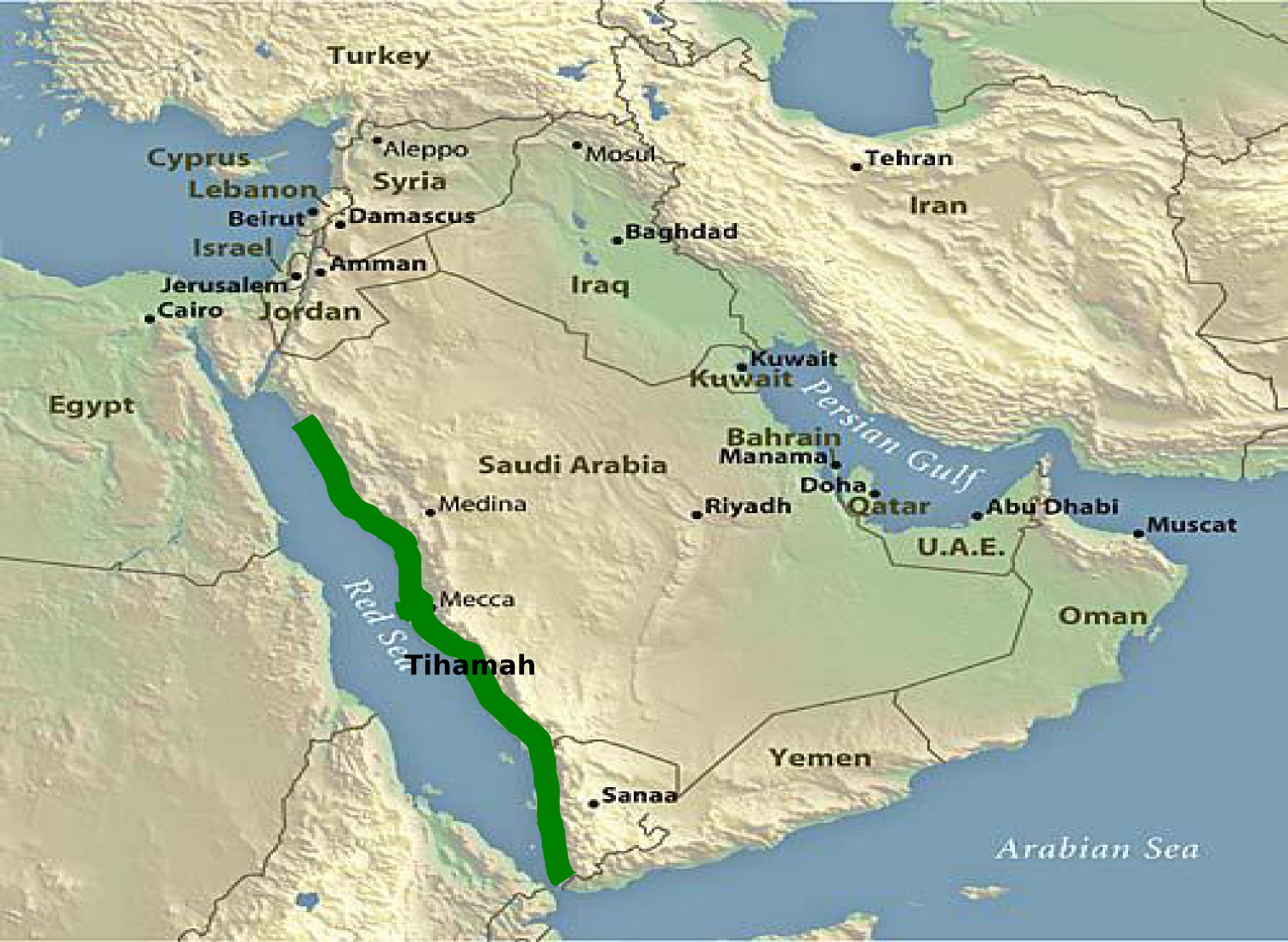
نقشهٔ تهامه در غرب شبه جزیره عربستان که با رنگ سبز مشخص شده‌است.

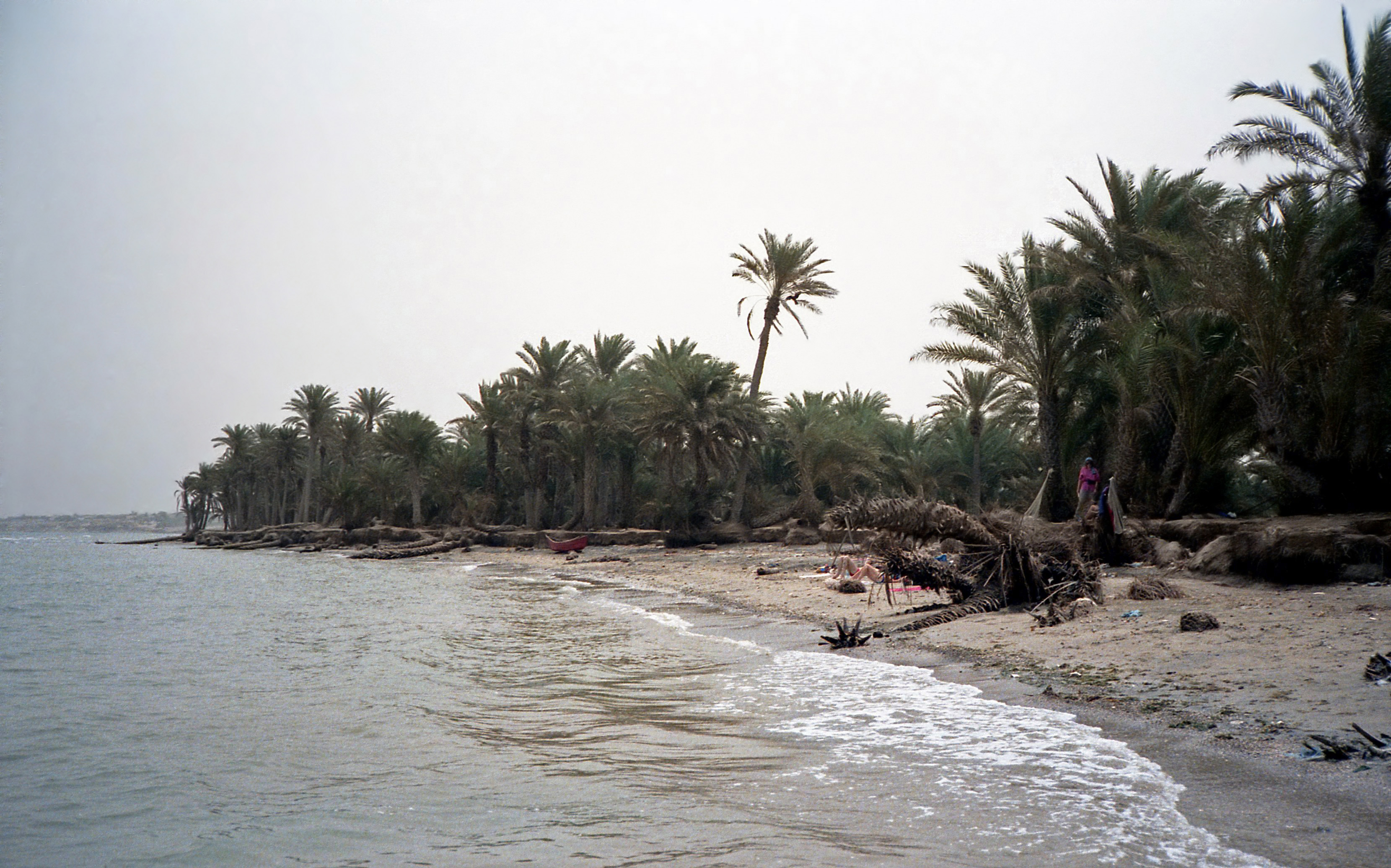
تهامه

تِهامَه، (به انگلیسی: Tihamah)، (به عربی: تهامة) ناحیه ساحلی باریکی در بخش عربی دریای سرخ است. بخشی از این ناحیه در عربستان سعودی و بخش دیگری از آن در یمن است. در یک نگاه گسترده‌تر تهامه به خط ساحلی از خلیج عقبه تا باب‌المندب اشاره می‌کند.
در لغت نامه دهخدا این گونه ذکر شده:
تهامه سرزمینی است هموار و ساحلی که از سمت شمال از شبه جزیره سینا تا نواحی یمن جنوبی امتداد دارد. شهرهای مکه، نجران، جدّه، صفا در این منطقه واقع است. به مکه معظمه به همین دلیل، تهامه نیز گفته می‌شود. در این سرزمین قبائلی نیز پیش از اسلام زندگی می‌کردند. دربارهٔ رسول خدا نیز در کنار اوصاف قریشی، ابطحی، مکی و مدنی، تهامی نیز ذکر شده‌است. کوهی نیز در این ناحیه وجود دارد که به کوه تهامه معروف است.

## کوه‌های تهامه
| نام             | موقعیت          | ارتفاع (متر) |
| --------------- | --------------- | ------------ |
| کوه مدی         | قنا             | ۱۵۰۰ تقریبًا  |
| کوه برکوک       | بارق            | ۱۹۲۲         |
| کوه ضرم         | بللسمر          | ۲۲۰۰         |
| کوه ثربان       | العرضیات        | ۱۷۴۶         |
| کوه الناطف      |                 | ۲۱۵۸         |
| کوه الطارقی     | مکه             | ۹۰۰          |
| کوه هادا        | بللسمر          | ۱۹۲۷         |
| کوه ورقان       | جنوب غرب مدینه  | ۲۳۹۳         |
| کوه العریف      | جازان           | ۲۶۳۲         |
| کوه القهر       | جازان           | ۱۹۴۷         |
| کوه ضجنان       | بین مکه و مدینه |              |
| کوه العرج       | بین مکه و مدینه |              |
| کوه ثافل الأکبر | بدر             |              |
| کوه ثافل الأصغر |                 |              |
| کوه ریدان       | بارق            |              |
| کوه نیس         | غرب الباحه      | ۱۷۳۰         |
| کوه شدا الأعلی  | المخواه         | ۲۹۰۰         |
| کوه شدا الأسفل  | المخواه         |              |
| کوه رضوی        | ینبع            | ۲۲۸۲         |
| کوه حراء        | مکه             |              |
| کوه عرفه        | مکه             |              |
| کوه أبی قبیس    | مکه             |              |
| کوه الصفا       | مکه             |              |
| کوه المروه      | مکه             |              |
| کوه ثبیر        | مکه             |              |
| کوه أثرب        | بارق            |              |
| کوه أثرب        | قبیله حواله     | ۲۵۰۰         |